# Cantó de Crépy-en-Valois
El cantó de Crépy-en-Valois és un cantó francès del departament de l'Oise, situat al districte de Senlis. Té 25 municipis i el cap és Crépy-en-Valois.

## Municipis
- Auger-Saint-Vincent
- Béthancourt-en-Valois
- Béthisy-Saint-Martin
- Béthisy-Saint-Pierre
- Bonneuil-en-Valois
- Crépy-en-Valois
- Duvy
- Éméville
- Feigneux
- Fresnoy-la-Rivière
- Gilocourt
- Glaignes
- Morienval
- Néry
- Ormoy-Villers
- Orrouy
- Rocquemont
- Rouville
- Russy-Bémont
- Saintines
- Séry-Magneval
- Trumilly
- Vauciennes
- Vaumoise
- Vez

## Història
| Data d'elecció                           | Identitat        | Partit                               | Qualitat |
| ---------------------------------------- | ---------------- | ------------------------------------ | -------- |
| 1945-1953                                | Jean Vassal      | Divers gauche, després RGR           |          |
| 1953-1961                                | M. Ville         | Divers gauche, després divers droite |          |
| 1961-1979                                | Michel Dupuy     | UNR, després Divers droite           |          |
| 1979-1992                                | Gilles Masure    | PCF                                  |          |
| 1992-1998                                | Philippe Callens | RPR                                  |          |
| 1998-2011                                | Gilles Masure    | PCF                                  |          |
| 2011-                                    | Jérôme Furet     | PS                                   |          |
| les dades anteriors no són pas conegudes |                  |                                      |          |
|                                          |                  |                                      |          |

## Demografia
| A partir de 1990: Població sense dobles comptes |